# Batalha de Narva (1944)
A Batalha de Narva foi uma batalha da Segunda Guerra Mundial, que durou de 2 de fevereiro a 10 de agosto de 1944, na qual o Destacamento do Exército Alemão "Narwa" e a Frente Soviética de Leningrado lutaram pela posse do estrategicamente importante Istmo de Narva .
A batalha ocorreu na seção norte da Frente Oriental e consistiu em duas fases principais: a Batalha pela cabeça de ponte Narva (fevereiro a julho de 1944),  e a Batalha da Linha Tannenberg (julho-agosto de 1944).  A ofensiva soviética de Kingisepp-Gdov e as ofensivas de Narva fizeram parte da Campanha da Primavera de Inverno do Exército Vermelho de 1944. Seguindo a estratégia de "frente ampla" de Joseph Stalin, essas batalhas coincidiram com a Ofensiva Dnieper-Cárpatos (dezembro de 1943 - abril de 1944) e a Ofensiva de Lviv-Sandomir (julho-agosto de 1944).  Vários voluntários estrangeiros e recrutas estonianos locais participaram da batalha como parte das forças alemãs com o Grupo de Exércitos Norte. 
Como continuação da Ofensiva Leningrado-Novgorod de janeiro de 1944, a operação empurrou a frente para o oeste até o rio Narva, com o objetivo de destruir a linha alemã e penetrar profundamente em território estoniano. Unidades soviéticas estabeleceram várias cabeças de ponte na margem ocidental do rio em fevereiro, enquanto os alemães mantinham uma cabeça de ponte na margem leste. Tentativas subsequentes de expandir o apoio soviético falharam. Os contra-ataques alemães aniquilaram as cabeças de ponte ao norte de Narva e reduziram a cabeça de ponte ao sul da cidade, estabilizando a frente até julho de 1944. A ofensiva soviética de julho de 1944 levou à captura da cidade depois que as tropas alemãs recuaram para a Linha de Defesa Tannenberg nas colinas de Sinimäed, a 16 quilômetros de Narva. Na Batalha da Linha Tannenberg que se seguiu, o grupo do exército alemão manteve sua posição. O principal objetivo estratégico de Stalin- uma rápida recuperação da Estônia como base para ataques aéreos e marítimos contra a Finlândia e uma invasão da Prússia Oriental- não foi alcançado. Como resultado da dura defesa das forças alemãs, o esforço de guerra soviético na região do Mar Báltico foi prejudicado por sete meses e meio. 